# Moncloa-palota

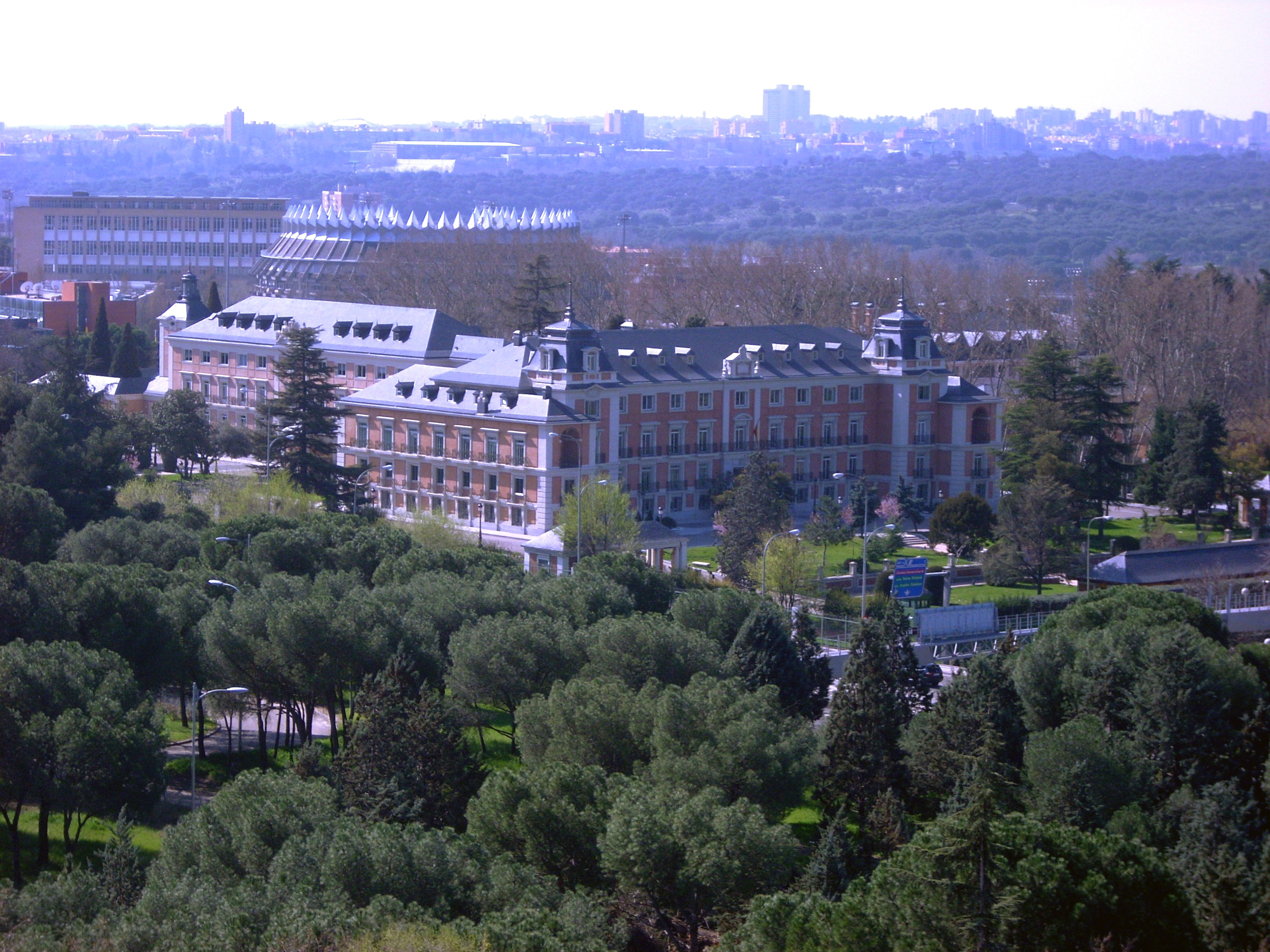
A Moncloa komplexum.

A Moncloa-palota (spanyolul Palacio de La Moncloa) a spanyol miniszterelnökök hivatalos rezidenciája 1977 óta. A madridi egyetemi város környékén (barrio) található, a Moncloa-Aravaca kerületben.
Először Adolfo Suárez használta miniszterelnöki rezidenciának, aki a Paseo de la Castellana sugárúti Villamejor-palotából költözött ide. (A korábbi miniszterelnöki rezidencia, a Villamejor ma a területi politikai minisztériumnak ad helyet.)  
A rezidencia és a körülötte lévő épületek együtt alkotják a Moncloa komplexumot. A komplexumban található az elnöki minisztérium, az első miniszterelnök-helyettes irodái és a sajtóközpont. A spanyol kormány a Moncloában tartja heti üléseit.
A Moncloa szót Spanyolországban gyakran használják metonímiaként magára kormányra, különösen amikor az autonóm közösségekkel állítják szembe.

## Története
A spanyol polgárháborúban, Madrid ostroma során az épület elpusztult, de újjáépítették.